# Medizinische und Pharmazeutische Universität Craiova

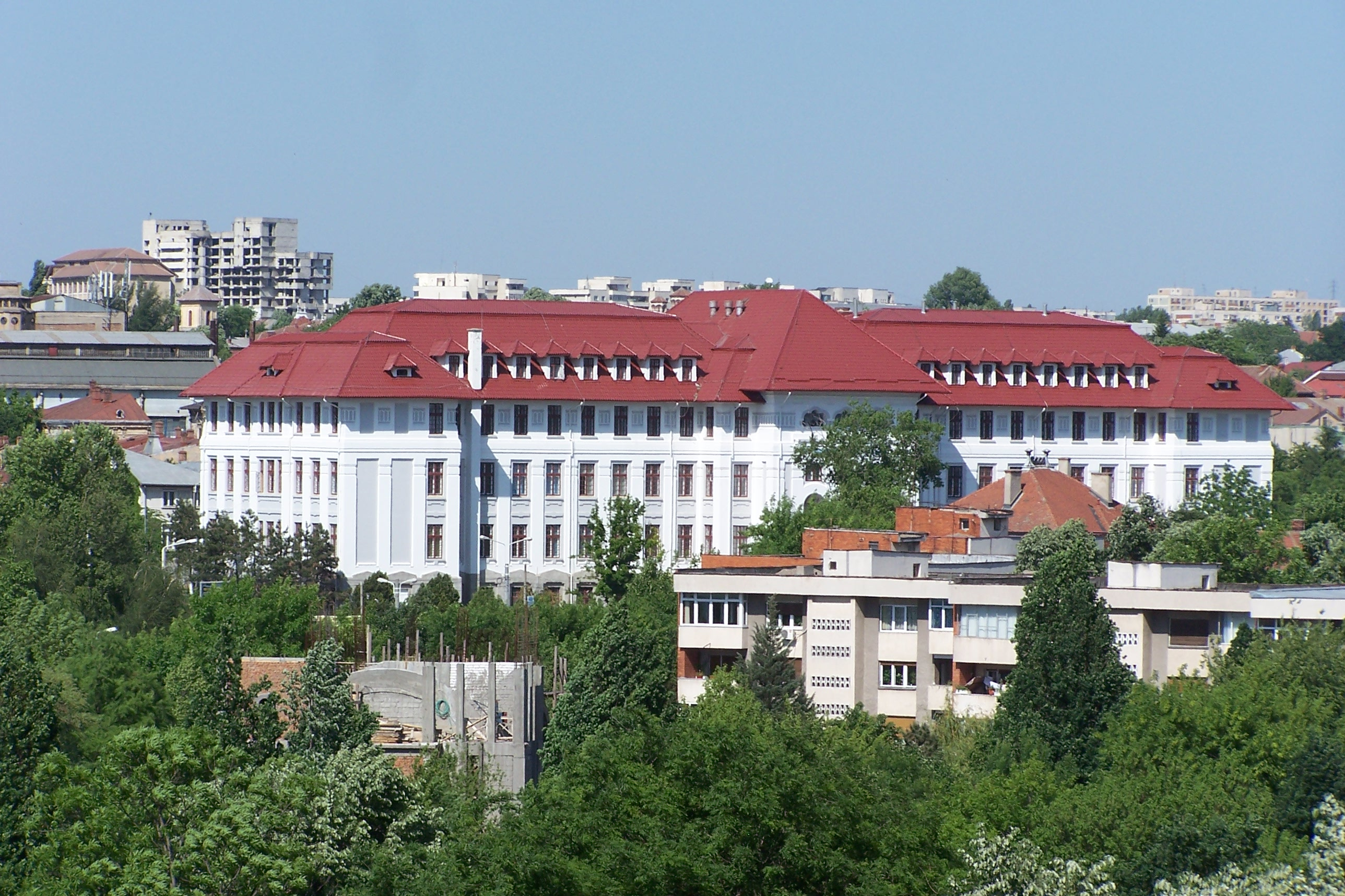
Medizinische und Pharmazeutische Universität Craiova

Die Medizinische und Pharmazeutische Universität Craiova („Universität für Medizin und Pharmazie Craiova“, aus dem rumänischen: Universitatea de Medicină și Farmacie din Craiova) ist eine staatliche medizinische Universität mit rund 4.000 Studenten und 850 wissenschaftlichen Angestellten sowie Sitz in der rumänischen Stadt Craiova.
Die Gründung erfolgte 1970. Es gibt vier Fakultäten.